# Johnstons River (Île-du-Prince-Édouard)
Johnstons River est une communauté dans le comté de Queens de l'Île-du-Prince-Édouard, Canada, au nord-est de Charlottetown.